# 朴春仙
朴 春仙（パク・チュンソン、朝: 박춘선, 1936年 - ）は、横浜市生まれの在日朝鮮人で、日本人拉致に関わった北朝鮮の工作員、辛光洙と偽装同居していた女性。辛光洙逮捕後、彼女の兄朴安復は北朝鮮当局により銃殺された。

## 人物

### おいたち、最初の結婚
1936年（昭和11年）、神奈川県横浜市鶴見区潮田町に、三男六女の次女（4人目）として生まれた。1940年代、徴用や出稼ぎなどで大多数が貧しい生活を送る鶴見の在日朝鮮人密集地域で、父は靴みがきと修理、母がホルモン焼きの食堂を営むかたわら、ムーダン（巫女）の仕事をしており、比較的裕福な生活を送ったという。しかし、その母が子宮の病で1945年2月に亡くなり、同年3月の東京大空襲で家が焼かれ、太平洋戦争から復員した長兄が1946年秋、ヤクザとのトラブルに巻き込まれて死亡、1950年には父も結核で亡くなって一家は乞食同様の生活に転落した。春仙は仕事のために家を出た姉に代わり、弟妹4人の身の周りの世話と家事一切をしなければならなかった。
1950年代後半、水商売で家計を支えていた6歳年上の姉が北朝鮮に帰ると言い出したが、彼女は新しい土地で苦労するのは嫌だとこれに反対した。春仙は、「朝鮮戦争が終わってすぐだというのに、『地上の楽園』というのはおかしい」と引き留め、行かないよう姉に迫ったが、姉は「北に行けば日本の辛い生活から解放される。子どもたちはタダで大学に行けるし、いいアパートにも住める」と北朝鮮での生活に希望を託した。姉は働いていた焼肉店を売却しても「帰国」するといい、その準備を進めたが、北朝鮮に渡りたくない春仙は1959年夏、横浜の家を出て友禅染をしていた京都市の叔母の元に落ち着いた。20人ほどいる職人を相手とする賄いの仕事だったが、その合間に染めた生地を川で洗い、干して乾燥させるなどの作業を手伝った。決して楽な仕事ではなかったが、彼女はそこで絞り染めの技術を学んだ。
一方、すぐ上の兄の朴安復は鶴見朝鮮初級学校を第1期生として卒業後、東京都北区十条の東京朝鮮中級学校に通いながら、夜間は住み込みのアルバイトをしていたので、家にはなかなか帰ってこなかった。朝鮮学校では民族意識が高まり、1948年のGHQによる朝鮮学校閉鎖令に抵抗して警察に逮捕されたこともあった。次兄は「金日成首相こそが南北朝鮮を統一し、自分たちはいずれこの辛い生活から解放されるだろう」と弟妹たちによく言って聞かせていたという。1955年の在日本朝鮮人総聯合会（朝鮮総連）結成を機に在日朝鮮中央芸術団（現在の金剛山歌劇団）に入団して演劇と舞踊に才能を発揮し、「在日のスター」と称されるまでになっていた。
京都での生活が慣れてきた春仙は朝鮮総連堀川支部に出入りして同世代の朝鮮人と祖国の歴史を学ぶようになり、そこで知り合った青年と1960年1月に結婚した。23歳であった。その1カ月後、姉は自分の子ども2人と妹（五女）を連れて北朝鮮に渡った。弟（三男）も北に渡った。次兄安復は、同じ芸術団にいた全羅南道から密入国した韓国女性と結婚し、1963年に北に渡った。北では、朝鮮中央放送日本語放送のアナウンサーとなった。こうして春仙の兄弟姉妹のうち4人が帰国船で北朝鮮に渡った。
京都での春仙は一男二女をもうけた。夫は一度染織の工場を借りて自立を図ったが失敗、酒に溺れ、妻子に暴力を振るうようになった。春仙は見よう見真似で覚えた絞りの技術で生活を支えた。根気と器用さの必要な仕事で、専門の職人にはおよばないまでも高収入を得ていたが、1972年夏、夫の浮気の現場を目撃して離別を決意、3人の子どもを連れて東京都品川区でホルモン焼きの店を営む妹のもとに身を寄せた。

### 辛光洙との同居生活
妹の店を出た春仙は、千葉県市川市行徳の貿易会社の従業員寮の賄いの仕事を得て、一男二女とともにそこに住み込んだ。北朝鮮を相手とする貿易会社で経営者も在日朝鮮人であった。小五、小二、小一の3人の子は、行徳から目黒不動前の東京朝鮮第七初級学校に通っていた。二度乗り換えがあるものの、子どもたちは酒を飲んで暴れる父がいないこともあって不平も言わず東京の生活に慣れていった。1973年10月10日、学校の運動会に出かけていた春仙はかつて兄安復とともに歌劇団で活動し、京都の万寿寺でも会ったことのある旧知の高基元に声をかけられた。高基元は名刺と自宅までの道順を書いたメモを春仙に手渡し、自宅に遊びに来いと誘った。高が朝鮮総連中央本部文化部の専従職員となったことを知った春仙は高のアパートに行くことを約束、後日、アパートへ行くと、高は自分の親友だといって「坂本」という男性を紹介した。北海道から東京に出てきたばかりという「坂本」は聞き上手、ほめ上手な紳士然とした男性であった。やもめ同然の暮らしをしていた高にキムチなどの惣菜を届けに行った春仙は、そのたびに昼食をともにして「坂本」とも話をしたが、彼は春仙に子どもがいることをしきりに羨ましがった。しかし、高に会ったのも3度きりだったので、「坂本」のことも忘れかけていた。
1973年11月上旬、春仙は朝鮮総連の民主女性同盟の年次総会に出席するため北区十条に出かけたその帰り、最寄りの地下鉄東西線行徳駅で偶然「坂本」と会った。「坂本」は実は北朝鮮工作員の辛光洙であり、高のアパートで年次総会の件を知り、偶然を装って彼女に近づいたのだった。「坂本」を自宅に上げた春仙は、そこで「坂本」から同居の提案を受けた。それは、もっと子どもたちの学校に近く、自分の「商売」にも便利な都内の2階建ての一軒家を借り、家賃・食事代その他生活費は全部自分が持つので、趣味の「アマチュア無線」に必要な2階だけを使わせてほしい、1階は春仙一家で使い、洗濯と食事だけ面倒みてもらいたい、食事は特別なものは必要なく子どもと一緒でよいという好条件の提案であった。翌日、春仙の家を再訪した「坂本」は100万円の札束を彼女に見せ、本気であることを示した。そして、敷金・礼金もすべて払い、家賃も1年分の前払いとするので、「新井春子」名義で賃貸契約を結んでくれるよう春仙に頼むのだった。結局、2人は目黒中町に一軒家を「新井春子」の名で借り、そこで一緒に住むこととなった。春仙は、友人のやっているコリアンクラブ、妹のやっているコリアンクラブに「坂本」を連れていって品定めをしてもらい、行徳の貿易会社の社長にもお詫びとお礼を言って辞表を出した。
1973年12月、こうして彼女たち一家は目黒中町で辛光洙との同居生活を始めた。辛が段取りをつけてくれたことによって朴春仙は自宅で絞り染めの仕事を再開することができた。彼は生活資金として200万円を貸してくれ、また、絞り染めに必要な器具一式を自前でつくってくれた。誠実で優しく、上品に振る舞う辛に春仙は好意をいだくようになっていた。辛は子どもたちの勉強をよくみてくれ、たいへん教え上手であった。また、挨拶や食事でのマナー、小遣い帳をつけさせるなど躾にも熱心であった。子どもたちに対しても礼儀正しく、また、愛情をもって接したので子どもたちもよくなついた。彼はあまり外出しなかったが、外出した日は午前1時すぎから北朝鮮からのラジオ放送を聴いていた。彼は極端な乗り物嫌いで、ほとんどの場合歩いた。遊園地のローラーコースターさえ乗らなかった。カメラを向けても、写真は絶対に撮らせなかった。2時間歩いて書店へ行くことがあった。ここでは軍事関係の書籍を買ったが、レジでの支払いは春仙に頼んだ。北朝鮮への郵便物を頼まれることが何度かあり、その場合は必ず東京中央郵便局からであった。宛先はよく変わっていた。
1974年夏頃になると、絞り染めの仕事はすっかり軌道に乗り高収入を得るようになっていた。以前から恋慕していた辛とは男女の仲になった。北朝鮮からのラジオ放送が乱数放送であることが判明した。彼女は、辛から借りた金を使わず、辛が事業を行うときの資金にしようと考え、妹の紹介で知った日本人に貸して利殖を図った。この年の秋、妊娠が判明、好きな人の子どもを産みたいとさんざん悩み、辛にも相談し、周囲の人びとにも相談、反対する人はいなかったが、最終的に出産は断念した。傷心の彼女を辛は北陸方面への旅行に誘った。辛は滑川市の海岸で1時間半くらい調べごとをし、朴は東京に帰されたので日帰り旅行となった。その2、3か月後、今度は九州旅行に誘われ、宮崎市の海岸まで出かけたが、いつもは受信ばかりなのに、今回は朝鮮語で発信もしていた。このときも、宮崎から一人で東京に帰された。もう会えない気もしていたが、辛は2週間で戻ってきた。
1975年も後半になると、辛光洙は出張の方が多くなって家を空けることが多くなった。こうしたとき、日本人に貸した400万円がこげついてほとんど回収不能になってしまった。春仙は辛から借りた200万円を利殖によって400万円に増やしたことまでは言っていたが、こげつきの件は話せなかった。1976年2月、辛光洙は家を出て北朝鮮に帰ること、帰国は数年に及ぶ可能性があることを春仙に告げた。そして、以前春仙と行った滑川の海岸から北朝鮮に密出国した。春仙は、家賃を自分で払う必要が出てきたため、絞り染めの仕事をやめ、金融機関から金を借りて焼肉とお好み焼きの店を開くことにした。

### 家庭と店を失う
1976年秋、辛光洙に頼まれて春仙に貸した400万円を回収する任務を帯びた北朝鮮の幹部が訪れるという連絡が高基元から入った。翌日、取り立て目的の幹部に春仙が持ち合わせがないことを告げると、相手は怒り、半分だけでも3日以内に持ってくること、持ってこないと兄安復に悪い影響が出るかもしれないことを告げた。結局、とりあえず高基元から借りた100万円を返却したにとどまった。1977年2月、京都の元夫が助っ人3人とともに春仙の家に乗り込んできたので、子どもたちには妹の家に行くよう指示した。夫婦で押し問答している間に助っ人は子どもたちの机やタンスを軽トラックに積み込み、下の子ども2人は妹の家から連れ出されて自動車に乗せられ、京都の家に連れて行かれた。春仙は京都に乗り込んで元夫から、前の女とはすぐに別れたので復縁しようと言われ、子どもたちから京都の方がよいと言うのを聞いて、仕方なく転校手続きをとった。しかし、店はしばらく続けるつもりでいた。ところが京都から東京に戻ってみると、春仙は夜逃げしたという噂がたっており、店が差し押さえられていたのである。同年3月、京都に戻ると、今度は元夫のそばには縁を切っていたはずの女がいて、結局、家庭も店も失うこととなった。彼女は体調をくずして気管支炎にかかり京都で入院した。やがて静岡市に住む旧友から声をかけられ、静岡で養生し、元気回復して焼き鳥屋を始めた。
1979年、子どもたちに戻って来いと言われて京都に戻り、アパート暮らしを始めたが、そこに目黒の旧宅に届いたエアメールが転送されてきた。差出人は「廬在烈（ロ・ジョヨル）」で聞き覚えがなかったが、開けてみると「坂本」からであることはすぐに分かった。預けてある金の残りを横浜のSに手渡すようにという内容であった。春仙は当時一文無しの状態だったので、平壌にいる兄の安復に事の次第を記し、「坂本」に事情を説明しようと試みた。春仙には、その金は3年間辛の生活の面倒をみた当然の経費と報酬だという意識もあったので、そのあたりも含め兄が辛のところへ出向いて話してもらおうと考え、手紙を出したのである。「廬在烈」の住所も書いたが、このことを妹に話すと彼女はたいへん心配した。結局、その手紙が兄の運命を狂わせたことになる。しばらくして、横浜のSから連絡があり、会ったが事情を話すと引き下がってくれた。

### 辛光洙との再会
1980年3月、西京区の市営住宅に引っ越したが、店の件で東京での裁判が始まると弁護士との相談など東京にいた方が便利なことも多いので妹に相談すると、妹は裁判以外については店を手伝ってほしいとのことだったので、この年の11月、武蔵小山にも部屋を借りて五反田のコリアンクラブを手伝うこととした。1980年12月、コリアンクラブに「坂本」が現れた。彼女は未だ彼の本名を知らなかった。「坂本」こと辛光洙は裁判はやめるように言い、金も以前と違って必要だと言い、子どもたちの話などもし、コリアンクラブの仕事をしたいと言った。結局、会計を任せることにしたが、これが正解でマネージャーの使い込みに気づき、妹も彼を見る目が変わった。
また深い仲となった春仙に、辛光洙は自分が特殊工作員であることを打ち明けた。春仙は店の件がどうにかならないかと相談したが、どうにもならないという。そして、彼女に韓国で喫茶店をやらないかと誘った。当時は北の人間が韓国へ行くのは難しいので無理だと答えると、彼は偽装転向すればよいと答えた。これを聞いて、彼女はたいへん怖くなったという。少なくとも5年前は、身内であるはずの自分を危険にさらしたり、自分の道具に使うということはなかったはずだと考え、以前とは変わってしまったことを実感したという。

### 職務質問、別れ
1981年に入り、辛光洙は水商売もソツなくこなし、コリアンクラブのマネージャーとなったことで金銭の流れもつかんで、商売のうまみを知ったことから春仙の妹との共同経営を春仙に持ちかけた。そうしたとき、春仙たちの兄朴安復が1979年12月を最後にアナウンサーをしていないこと、1980年3月から兄一家の消息がわからなくなっているという情報が入った。春仙の妹がその筋に詳しい人に調べてもらうと、平壌にはおらず地方で幹部教育を受けているという情報、次いで政治犯向けの収容施設に送られたという情報が入った（事実は、1980年3月30日、スパイ容疑で逮捕、連行されたのであったが、当時は詳しいところまでは知りえなかった）。春仙は兄が「廬在烈」すなわち辛光洙の元を訪ねてそうなったのだと思い、辛の力で何とかならないのか訴えたが、無理の一点張りであった。その話を聞いて妹は辛の態度に怒り、最近、辛光洙は人を利用することばかり考えていると指摘した。
辛光洙は「坂本」とだけ名乗り、通名の下の名前すら言わなかったが、再入国後の日本名が変わっていたことを知ることとなる。1981年の1月か2月、辛と春仙が二人で道を歩いていたとき、警官に職務質問を受けた。辛は運転免許証を取り出して見せた。写真は確かに辛であったが、名前が「原敕晁」になっていた。尋ねると、日本に帰化したという。その説明を当時の春仙は真に受けてしまったが、妹は別の人間になりすましている辛を気味悪く思うようになり、コリアンクラブ共同経営の件も、彼の金銭事情もさることながら、辛自身の人となりが信用できず、強く拒否し、彼には辞めてもらうしかないと言ったのだった。辛は朴春仙の元を出ていき、あきらめきれない春仙は辛のいそうな場所に引っ越し、仕事も変え、ついに思いのたけをぶつけて、結婚の意思があるのかどうかも聞いたが、つれない返事に別れを決意した。

### 辛光洙逮捕、兄の処刑
京都に帰った春仙のところに辛が現れたのは1982年7月のことであった。春仙はようやくつくった50万円を彼に渡した。彼は命を失うかもしれないと語り、短波ラジオを預かるよう頼み、京都駅で別れた。日本で彼と会ったのはそれが最後であった。1985年6月、テレビで辛の顔が大きく映し出され、原敕晁になりすまして韓国に潜入、軍事機密を入手しようとして韓国国家安全企画部に逮捕されたというニュースが報じられた。春仙が東京のコリアンクラブで妹の手伝いをしているときのことであり、春仙は彼の本名が辛光洙であることをこのとき知ったのであった。逮捕日は6月28日であった。辛がコリアンクラブで働いていたことはすぐに発覚し、それが韓国の新聞で報じられたため、韓国系の客が店に押し寄せ、店にはとげとげしい空気が流れた。彼女と妹は警視庁公安部外事二課の取り調べを受けた。それはしかし、ごく簡単なものであり、同居生活について根掘り葉掘り聴かれるということはなかった。
1987年5月、入院生活から回復した春仙は妹の援助を得て、妹とともに新潟港から万景峰号に乗って北朝鮮に渡航した。兄の安否を確認し、北朝鮮にいる姉や弟妹に会うことが目的であった。日用品や食糧を詰めた段ボールは34個におよんだ。元山港には27年ぶりの親族が待っていた。兄安復の姿はそこにはなく、後で姉の家に安復の妻子が現れた。しかし、ずっと沈黙が続いた。弟の話では、兄の家族は強制移住で平安南道寧遠郡の山奥の協同農場で暮らしていたが、咸鏡南道利原郡に移ったということであった。安復の安否は彼の妻も知らないようであった。安復の消息がわかったのは、それから2年後の1989年のことで、「1985年8月21日に銃殺刑」ということであった。辛光洙逮捕との関係は明白で、辛光洙が安企部の取り調べを受けて、「在日朝鮮人の部下がことごとく自分を裏切った。金銭を持ち逃げする人間もいた」「在日朝鮮人はカネのことしか眼中にない人間のカスだ」などと供述したことが北に聞こえていった影響が考えられる。北朝鮮内部では、大物工作員である辛の逮捕により、対外情報調査部が一時機能マヒに陥り、朴安復と妹春仙が辛光洙を売ったかのように伝わり、組織の総点検が行われたという。しかし、事実はそうではなく、辛光洙自身の不手際により逮捕されたのであった。さすがの春仙も辛光洙に対する視方を変えた。春仙は、充分な調査をせずに適切でない人物を包摂しようとして、その人物が自首したことが逮捕の原因なのに、韓国人受けがよいように辛が在日バッシングをしたことが悲劇につながったとみている。
春仙は北朝鮮を再訪し、僑胞総局の役人と面会、「どうにもならなかった。残念な非業の死であった」と告げられ、兄の処刑は冤罪であることが判明した。しかし、兄の子どもたちはスパイの子としていじめられ、兄に連座して地方に追放された元同僚がいることも判明した。祖国北朝鮮に大きな憤りを感じた春仙は、雑誌"SAPIO"で関西大学教員で「救え! 北朝鮮の民衆/緊急行動ネットワーク」（RENK）代表の李英和の記事を読んで感じるところがあり、連絡をとって李と会った。そして、自分の身に起きたことを順々に話すと、李はそのことを公開するよう強く勧めた。恐れもあり、恥もあったが、一度話すと気持ちが楽になり、"SAPIO"誌にインタビュー風の手記が掲載された。1994年には、単行本『北朝鮮よ、銃殺した兄を返せ!―ある在日朝鮮人女性による執念の告発』となって、辛光洙の日本での生活が暴露された。春仙は、妹や息子から反対されながらもRENKの活動に参加した。
春仙は辛自身の口から兄の死の真相を聞きたいと、韓国の刑務所を4度訪れたが辛は面会を拒否した。韓国にいる辛光洙の兄とは会うことができ、辛光洙が逮捕された後ひどい目に遭ったことや彼が兄に泣いて詫びた話などを聞いた。辛が釈放された直後の2000年1月10日、春仙は彼が滞在していたソウル市内の政治囚支援団体の寮を高世仁らジン・ネット取材班とともに訪問し、18年ぶりに辛と再会することができた。しかし、辛は北朝鮮を批判する手記を発表した春仙を「ウリナラをけなし、日本、米国のやつらの手先になった」「民族反逆者」と激しい罵声を浴びせた。同行した取材スタッフが「原敕晁さんを拉致したんだろう」と詰め寄ると殴りかかってきて、げんこつが春仙の顔に当たった。それでもかまわず、一行を部屋の外へ押し出し、ドアを閉めて電気を消してしまった。春仙は辛が頭を落とし肩を震わせ泣いているのをみた。2000年9月、ミレニアム恩赦で北に送還される当日、朴春仙は板門店近くで待ち受け、韓国の拉致被害者家族たちとともに、辛らを北朝鮮に運ぶバスに向かって「原さんたちをかえせ」と叫び続けた。

## 著書
- 『北朝鮮よ、銃殺した兄を返せ!―ある在日朝鮮人女性による執念の告発』ザ・マサダ、1994年6月。ISBN 978-4915977039。
- 『北の闇から来た男―私の愛した男は「北朝鮮の工作員」だった』ザ・マサダ、2003年2月。ISBN 4883970795。